# Wim
Wim ist ein männlicher Vorname.

## Herkunft und Bedeutung
Wim ist die Kurzform von Willem, einer niederländischen Variante des deutschen Namens Wilhelm.

## Namensträger
- Wim Anderiesen (1903–1944), niederländischer Fußball-Nationalspieler
- Wim Boost (1918–2005), niederländischer Zeichner
- Wim Bronger (1888–1965), niederländischer Fußballspieler
- Wim ter Burg (1914–1995), niederländischer Komponist, Kirchenmusiker, Chordirigent und Musikpädagoge
- Wim Decock (* 1983), belgischer Hochschullehrer
- Wim De Vocht (* 1982), belgischer Radrennfahrer
- Wim Delvoye (* 1965), belgischer Künstler
- Wim Duisenberg (1935–2005), niederländischer Wirtschaftswissenschaftler und Präsident der Europäischen Zentralbank
- Wim Groskamp (1886–1974), niederländischer Fußballspieler
- Wim Hoddes (1918–2012), niederländischer Schauspieler und Sänger
- Wim Hospelt (1951–2019), deutscher Eishockeyspieler
- Wim Jansen (1946–2022), niederländischer Fußballspieler
- Wim Jonk (* 1966), niederländischer Fußballspieler
- Wim Kieft (* 1962), niederländischer Fußballspieler
- Wim Koevermans (* 1960), niederländischer Fußballspieler
- Wim Kok (1938–2018), niederländischer Politiker
- Wim Laseroms (* 1944), niederländischer Dirigent und Komponist für Blasorchester
- Wim Luijpers (* 1970), niederländischer Läufer, Lauftrainer und Autor
- Wim Mertens (* 1953), belgischer Komponist, Countertenor, Pianist, Gitarrist und Musikwissenschaftler
- Wim Meutstege (* 1952), niederländischer Fußballspieler
- Wim Rietveld (1924–1985), niederländischer Designer
- Wim Rijsbergen (* 1952), niederländischer Fußballspieler
- Wim Stroetinga (* 1985), niederländischer Radrennfahrer
- Wim Suurbier (1945–2020), niederländischer Fußballspieler
- Wim Thoelke (1927–1995), deutscher Showmaster
- Wim Van Huffel (* 1979), belgischer Radrennfahrer
- Wim Vansevenant (* 1971), belgischer Radrennfahrer
- Wim Wenders (* 1945), deutscher Regisseur, Fotograf und Professor für Film